# Дарувар
Дарувар је град у Хрватској, у Бјеловарско-билогорској жупанији. Удаљен је 125 km од главног града Загреба и око 130 km од Осијека. Смјештен је у западном дијелу Славоније, у брежуљкастом предјелу под планином Папук, у Поиловској заравни, на плодним наносима из плеистоцена. Према резултатима пописа из 2011. у граду је живело 11.633 становника, а у самом насељу је живело 8.567 становника.

## Историја

### Античко доба
Урбана историја Дарувара је дуга и ускоро ће бити двије хиљаде година од снивања првог локалитет а познатог као организована урбана цјелина. Најстарије познато насеље, смјештено поред љековитих геотермалних извора на простору Даруварске котлине датира у 4. в. п. н. е. Археологија нам на овом подручју својим налазима, (камене сјекире), казује да је био настањен и раније, у камено доба.
Грци и Римљани су панонско-келтска племена настањена у котлини називали Јази, (Iassioi или Ласи), што значи „Топличани“ или „Исцјелитељи", пошто су њихова искуства са топлим врелима била брзо примјећена и записана у важне историјске књиге. Приликом продора Римљана у Панонију та су племена били савезници Октавијана Августа при опсади и покори града Siscia, (данашњи Сисак), у 35. п. н. е. Као награду, добили су своју самоуправу под именом Res Publica Iasorum. Поред племенског средишта Јаза Римљани су основали оснивају своје насеље под именом Aquae Balissae ("Врло јака врела"). Развој насеља и термалног љечилишта потпомогао је и повољан прометни положај на римским путевима Сисција — Мурса, Салона — Аквинкум и Сирмиј — Петовиј. Цар Хадријан је 124. године насељу додијелио престижни статус муниципија, (Municipium Iasorum), а територија му се простирала између обала ријека Саве на југу те Драве на сјеверу.
Према сачуваним натписима, познате Јазијске „Исцјелитељске Терме“,(Thermae Iasorum), провинција је била посјећена од царева — Хадријан, Марко Аурелије, Комод, Септимије Север, Константин I Велики. Налази указују да је у Aquae Balissae постојао форум украшен царским коњаничким бронзаним статуама, Јупитеров храм, термални комплекс с Силвановим храмом, амфитеатар. Најпознатији археолошки налаз из Дарувара је царски мрежасти диатретни пехар за вино који је данас изложен у Kunsthistorisches Museum-у у Бечу.

### Средњи вијек
Након помицања узрокованих Великом сеобом народа (4-7. вијек) од 11. је вијека ово подручје припадало средњовјековној Загребачкој бискупији и Крижевачкој жупанији. У Даруварској котлини, на брежуљку Стари Славик изнад геотермалних извора племићи Нелипићи од Добре Куће подижу своје утврђење Каменград (Kuwar). Положај, саобраћај, плодна земља, угодна клима као и већ миленијум раније тада познати љековити извори омогућили су на простору котлине развој четири средњовјековна трговишта - Топлице, Четвртковац, Димичковине и Подборје с фрањевачким самостаном Светог Краља Ладислава. Традиционално лијечење топлом водом настављено је и у средњем вијеку. Три цркве Блажене Дјевице Марије указују да се топла вода нарочито цијенила као и у праисторији и римском добу у третману изљечење женске неплодности.

### Каснији развој
Даруварско подручје је изузетно богато средњовјековним споменицима културе. Добра Кућа, Ступчаница, Кристаловац, Војк-Керестур, Св. Дух, Павловина, Петровина, Багеновац, Сирач и Жељнак су само неки од двораца угарског племства. О богатом црквено-културном животу поред фрањевачког самостана у Подборју свједоче самостани као сто су бенедиктински Св. Маргарете, павлински Св. Ане и августински Св. Три Краља у мјестима Бијела, Вријеска и Сређани као и егзистенција 22 средњовјековне жупе. Провале и освајања Турака средином 16. в. прекидају развој подручја. Фрањевачки самостан Св. краља Ладислава у Подборју је у то доба био претворен је у турску пограничну тврђаву. Насељавају се Срби као чувари Хабзбуршке монархије пред Османским царством, (Војна крајина и Краљевина Хрватска и Славонија), западно одавде. Простор трговишта Топлица с црквом Блажене Дјевице Марије поред геотермалних врела, за вријеме Турака је био познат као Илиџа.
Након изгона Турака 1699, подручје пада под управу бечке дворске коморе до 1745. када властелинства Подборје, Сирач и Пакрац купује гроф Антун Јанковић. Јанковић мијења хрватско име насеља Подборје у Дарувар са значењем Ждралов град на мађарском језику или прецизније Ждралов дворац према прелијепом дворцу који је гроф започео градити у 1771. Народно име Подборје остаје у употреби све до средине двадесетог стољећа као додатак уз имена сусједних насеља као Батињани Подборски, Врбовац Подборски, Дољани Подборски, Подборски Кравјак.

### Културна историја даруварских Срба
Даруварска парохија је имала свој православни храм, у којем је службовао 1833. године поп Јосиф Добраш. Ту је 1865. године седиште проте Даруварског. Администратор протопрезвитер у Дарувару је 1893. године поп Марковић. Православна црква у Дарувару је посвећена Св. 318 богоносних отаца, сазидана 1756. године.
Културна хроника Дарувара сеже на почетак 19. века. Две ученице школе у Пакрацу, а родом из Дарувара претплатиле су се на чувено научно дело Стојковићеву "Физику" 1801. године. Биле су то Ана Бабић и Јелисавета Мермот "васпитана" Перчевић. Претплатник Вујићеве француске граматике био је 1805. године Георгије Перчевић даруварски српски учитељ. "Друштво за старине и повесницу југославенску" из Загреба је имало свог повереника у Дарувару. Био је то Никола Швајцар који је за друштвене потребе требало да истражи развалине тамошње. Кнез даруварски Јанковић му је дозволио да прегледа и архиву даруварског властелинства. Поп Георгије Јовановић прота даруварски је пре 1844. године приложио Фонду Матице српске у Пешти 4 ф. Новосадски лист "Србски дневник" набављала је српска општина у Дарувару 1860. године. Прослављена је и у Дарувару хиљадугодишњица Св. Ћирила и Методија, у католичкој па православној цркви. Народно весеље је био одржано у "Маријином студенцу, где се нашао на лечењу (купки) православни епископ Стефан Кнежевић. Године 1870. организовао је мештанин Симо Јовановић претплатнички пункт за набавку Вукове књиге српских народних приповетки. Писали су се за књигу: поред скупљача још, Александар Јанковић, Петар Забердац, Јоцо Драгичевић, Михаил Станисављевић, Михаил Драгичевић, Максим Кокот, Сава Комленић и Георгије Забердац. Гостовало је Српска позоришна дружина под управом Ђорђа Пелеша током фебруара 1875. године у Дарувару. Извели су за тамошњу публику 17 представа и једну беседу. За Фонд "Св. Саве" приложио је 1896. Даруварац, Исидор Добровић 10 ф.
Апотеку у месту држао је 1860. године Антоније Кушевић. У Дарувару се 1853. године одржавао годишњи вашар само у једном термину - 26. јула. Даруварски Срби су 1895. године купили 390 акција "Српске банке" у Загребу. Маја 1905. године одржан је у Дарувару Осми конгрес Српских земљорадничких задруга.
Српски учитељ у месној основној школи 1844. године био је Никола Стојановић. Он је уплатио износ и постао члан Школског фонда. Српску школу у Дарувару подигли су 1899. године велетрговац Исидор Добровић, Коста Јовановић, Јоца Цигановић и други. Градња зграде школе је коштала добротвора Добровића 4000 ф. Првог учитеља у новој школи тражила је црквена општина за 1. септембар 1899. године. Понуда је била импресивна: плата од 600 ф., стан у школској згради од три собе, кухиње, коморе и подрума, затим мања башта, шест хвати огревног дрвета, накнада 10 ф. за писаћи прибор, још 24 ф. за пофторну школу, од спровода 1 ф. а од парастоса 50 новчића - ако буде ишао. Године 1905/1906. у даруварској комуналној школи, здању грађеном 1888. године раде две "учитељске снаге". Сава Секулић и Марија Марковић имају 102 ученика у редовној настави.
Дарувар је 1885. године био у саставу Пакрачког изборног среза, за српски црквено-народни сабор у Карловцима. У њему је тада пописано 1402 православне душе. Почетком 20. века "Даровар" је трговиште (састављено из две дела - Горњег и Доњег) које чини православну парохију са околним селима: Батињани и Врбовац. Парохија Дарувар спада у Пакрачки протопрезвират, треће је платежне класе. Православно парохијско звање је основано 1776. године и од тад се воде црквене матице. У Дарувару има 983 домова, од којих су 307 српски православни. Од укупног броја становника - 8055, Срба (1897) и Хрвата (1882) има отприлике исти број, много је мање Мађара, Немаца, Словака. У месту су седишта котарских органа, политичке и црквене општине, те пошта и брзојав, православна црква и комунална школа.

### Привредни и културни развој
С циљем привредног развоја династија Јанковића насељава своје посједе пољопривредницима и обртницима из остатка Хрватске, из Чешке, Словачке, Њемачке и Мађарске тако је простор, ријетко насељен од ратова с Турцима поновно напучени. Досељеницима са искуством у пољопривреди, обрту и трговини је обећана земља за култивацију те материја за изградњу кућа. Изградњом првих градских купки у (1772) Јанковићи су зацртали једну од основних функција града Дарувара данас а то је — термалног љечилишта. Каснији гроф Јулије Јанковић, (1820—1904), мецена је Илирског препорода те многих хрватских установа насталих за и након времена Бечког апсолутизма и касније. Потпомогао је градњу ХАЗУ, Народног музеја, споменика бану Јелачићу, оснивач је многих хуманитарних и просвјетних заклада, нарочито у Пожешкој жупанији гдје је дјеловао на промицању школства и народног здравља.
Одласком из Дарувара 1879. грофовска породица Јанковић продаје посједе и напушта ове крајеве. Њиховом градитељском дијелу припада жупна црква Пресветог Тројства из 1764, Антунова купка, (1772), дворац Јанковић (1777), Иванова купка (1812), Школа сестара милосрдница (1870). Од привредних објеката у вријеме између средине 19. века и краја Првог свјетског рата, пошто је главна господарска грана било шумарство, постојала постојала је пилана. Исто тако ту је била сукнара те и дабас постојећа пивовара од 1840. Брже од индустрије развијали су се трговина и угоститељство пошто су били повезани за љечилишта. Котар Дарувар је 1912. имао је 63 трговаца, 412 обртника, 68 „ситничара", 41 гостионичара и 92 крчмара. Изградња пруге Банова Јаруга — Дарувар — Барч отворена уз присуство самог цара Франца Јозефа у 1897. допринијела је градском развоју тако да се ускоро изграђени нови објекти: Рестауранти Тераса, Швајцарска вила, Вила Арцадиа и Централна Блатна Купка која с својом великом куполом постаје један од симбола Дарувара.

## Становништво

### Град Дарувар

#### Број становника по пописима
| Националност   | 2001.  | 1991.  | 1981.  | 1971.  | 1961.  | 1953.  | 1948. | 1931. | 1921. | 1910. | 1900. | 1890. | 1880. | 1869. | 1857. |
| бр. становника | 13.243 | 14.210 | 13.546 | 12.355 | 11.228 | 10.002 | 9.553 | 8.078 | 7.056 | 7.215 | 5.881 | 5.031 | 4.017 | 3.467 | 2.278 |

- напомене:

Настао из старе општине Дарувар.

### Дарувар (насељено место)

#### Број становника по пописима
| Националност   | 2001. | 1991. | 1981. | 1971. | 1961. | 1953. | 1948. | 1931. | 1921. | 1910. | 1900. | 1890. | 1880. | 1869. | 1857. |
| бр. становника | 9.815 | 9.748 | 9.193 | 8.097 | 6.139 | 5.117 | 4.812 | 3.460 | 2.761 | 2.644 | 1.846 | 1.663 | 1.283 | 1.101 | 616   |

- напомене:

У 1991. смањено издвајањем дела насеља у самостално насеље Даруварски Виногради. У 2001. повећано за део подручја насеља Даруварски Виногради у којем је садржан део података од 1921. до 1991. Од 1857. до 1910. садржи податке за насеље Даруварски Виногради.

## Попис 1991.
На попису становништва 1991. године, насељено место Дарувар је имало 9.748 становника, следећег националног састава:
| Попис 1991.‍   | Попис 1991.‍  | Попис 1991.‍ | Попис 1991.‍ | Попис 1991.‍ |
| ------------- | ------------ | ----------- | ----------- | ----------- |
|               |              |             |             |             |
| Хрвати        | Хрвати       |             | 3.587       | 36,79%      |
| Срби          | Срби         |             | 3.083       | 31,62%      |
| Чеси          | Чеси         |             | 1.372       | 14,07%      |
| Југословени   | Југословени  |             | 806         | 8,26%       |
| Мађари        | Мађари       |             | 148         | 1,51%       |
| Албанци       | Албанци      |             | 42          | 0,43%       |
| Муслимани     | Муслимани    |             | 34          | 0,34%       |
| Италијани     | Италијани    |             | 25          | 0,25%       |
| Македонци     | Македонци    |             | 21          | 0,21%       |
| Словаци       | Словаци      |             | 18          | 0,18%       |
| Немци         | Немци        |             | 15          | 0,15%       |
| Словенци      | Словенци     |             | 14          | 0,14%       |
| Црногорци     | Црногорци    |             | 14          | 0,14%       |
| Роми          | Роми         |             | 7           | 0,07%       |
| Јевреји       | Јевреји      |             | 6           | 0,06%       |
| Румуни        | Румуни       |             | 3           | 0,03%       |
| Русини        | Русини       |             | 3           | 0,03%       |
| Аустријанци   | Аустријанци  |             | 2           | 0,02%       |
| Бугари        | Бугари       |             | 1           | 0,01%       |
| Грци          | Грци         |             | 1           | 0,01%       |
| Пољаци        | Пољаци       |             | 1           | 0,01%       |
| Руси          | Руси         |             | 1           | 0,01%       |
| остали        | остали       |             | 7           | 0,07%       |
| неопредељени  | неопредељени |             | 320         | 3,28%       |
| регион. опр.  | регион. опр. |             | 10          | 0,10%       |
| непознато     | непознато    |             | 207         | 2,12%       |
| укупно: 9.748 |              |             |             |             |